# Tjuktjerhalvön

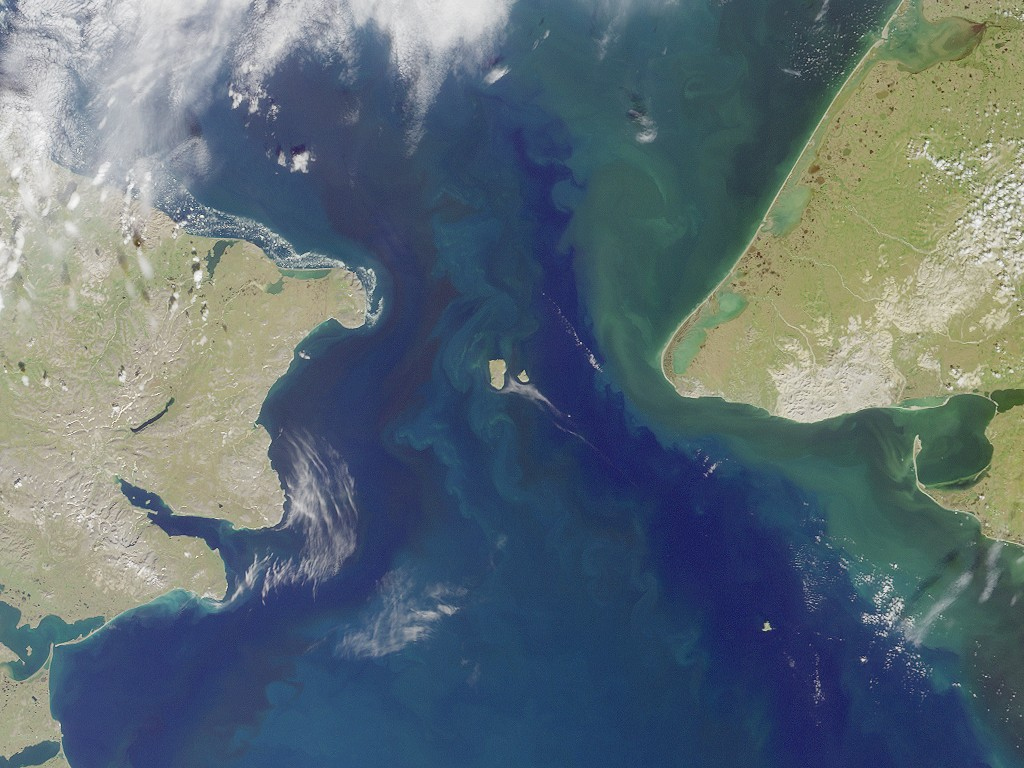
Satellitbild över Berings sund med Tjuktjerhalvön till väster.

Tjuktjerhalvön (ryska: Чукотский полуостров, Tjukotskij poluostrov, eller Чукотка, Tjukotka) är Asiens nordöstligaste halvö, med en yta på ungefär 49 000 km², belägen i nordöstra Ryssland. Dess kust ligger mot Tjuktjerhavet och Östsibiriska havet i norr, Berings sund i öster och Anadyrbukten (Berings hav) i söder. Halvöns östligaste udde är Kap Dezjnjov, uppkallad efter upptäcktsresanden Semjon Dezjnjov. Genom halvön löper de böljande Tjuktjerbergen. I väster avgränsas halvön av Anadyrbergen.
Halvön bebos (om än sparsamt) av tjuktjer, jupiker, korjaker, tjuvantser, evener, jukagirer och ryska bosättare. Bland näringar märks gruvdrift (tenn, bly, zink, guld och kol), jakt, renskötsel och fiske.
De största orterna på halvön är Providenija (2 723 invånare), Lavrentija (1 333 invånare), Lorino (1 236 invånare) och Uelen (omkring 800 invånare).
Tjuktjerhalvön är administrativt del av det autonoma distriktet Tjuktjien inom Ryska federationen. Halvön är vidare indelad i två underdistrikt: Tjukotskij (4 541 invånare), med huvudort i Lavrentija, i norr och Providenskij (4 737 invånare), med huvudort i Providenija, i söder.